# Route nationale 363
Die Route nationale 363, kurz N 363 oder RN 363, ist eine französische Nationalstraße.

## Aktueller Straßenverlauf
Die aktuelle Nationalstraße stellt einen sehr kurzen Abschnitt zwischen einer Anschlussstelle der Autobahn 35 bis zur deutschen Grenze dar.

## Historischer Straßenverlauf
Die historische Nationalstraße verlief ab 1933 zwischen Jeumont und Vervins. 1973 wurde diese Strecke herabgestuft. Ab 1987 wurde die Nummer für die an der Autobahn 4 bei Vendenheim abzweigende Schnellstraße verwendet, die bis 1992 abschnittsweise bis zur deutschen Grenze gebaut wurde. Dort ging diese Straße in die an diese Stelle verlegte Bundesstraße 9 über. 1996 wurde vom Autobahndreieck an der A4 bis zur letzten Abfahrt vor der deutschen Grenze die Straße zur Autobahn 35 umgewidmet, so dass die N 363 nur noch auf wenigen hundert Metern von dieser Abfahrt bis zur deutschen Grenze existiert.